# Sidi Rached
Sidi Rached là một đô thị thuộc tỉnh Tipaza, Algérie. Dân số thời điểm năm 2002 là 9.153 người.